# Голопёров, Владислав Юрьевич
Владисла́в Ю́рьевич Голопёров (укр. Владислав Юрійович Голопьоров; род. 10 октября 1983, Новолуганское, Донецкая область) — украинский футболист, полузащитник.

## Биография
Голопёров родился 9 августа 1979 года в посёлке Новолуганское Донецкой области. Его мать Татьяна Владимировна — лаборант, отец Юрий Николаевич — пенсионер-чернобылец, также у Владислава есть младший брат Юрий.
Начал играть в футбол в родном посёлке. Первый тренер — Андрей Николаевич Гаевой. В марте 1998 года Гаевой организовал просмотр Владислава в донецком училище олимпийского резерва, когда ему ещё не было и пятнадцати лет. Позже он забрал документы из школы и поступил в УОР, где и проучился следующие полтора года.
Затем Голопёров продолжил заниматься футболом в академии донецкого «Шахтёра», куда его пригласил Валерий Анатольевич Гошкодеря. Выступая за УОР и за «Шахтёр» Владислав по разу выигрывал серебряные медали юношеского чемпионата Украины.
Летом 2000 года попал в «Шахтёр-3». В команде во Второй лиге Украины дебютировал 12 августа 2000 года в выездном матче против харьковского «Арсенала» (3:0). В «Шахтёре-3» часто играл в нападении. Позже выступал за «Шахтёр-2» в Первой лиге, в команде выступал в качестве капитана. В январе 2006 года участвовал на турнире Кубка чемпионов Содружества, тогда «Шахтёр» дошёл до четвертьфинала где уступил армянскому «Пюнику» (1:3). 9 декабря 2006 года дебютировал в основе донецкого «Шахтёра» в домашнем матче Кубка Украины против «Севастополя» (6:1), Голопёров вышел на 66 минуте вместо Алексея Гая. В январе 2007 года участвовал вместе с «Шахтёром-2» на Кубке чемпионов Содружества, в матче против «Бананца» (2:2), Голопёров забил гол. Позже он побывал на просмотре в запорожском «Металлурге».
В феврале 2007 года перешёл в полугодичную аренду в луганскую «Зарю», где тренером был Александр Косевич. 11 марта 2007 года дебютировал в Высшей лиге Украины в домашнем матче против львовских «Карпат» (1:0). Вначале Голопёров выходил в стартовом составе, но вскоре потерял место в основе, проиграв конкуренцию другим атакующим полузащитникам — Дмитрию Воробью, Евгению Луценко и Таофику Салхи. Всего за вторую половину сезона 2006/07 он сыграл в 11 матчах. В июне 2007 года покинул «Зарю» и вернулся в Донецк. После он мог перейти в мариупольский «Ильичёвец» или ужгородское «Закарпатье». Летом 2007 года побывал на просмотре в российском «Ростове», но команде не подошёл.
В феврале 2008 года снова перешёл в «Зарю» на правах аренды. В этот раз за полгода он сыграл всего в 1 матче чемпионата Украины. В конце сезона Голопёров был уличён в применении допинга, он признался в употреблении марихуаны и получил 2 месяца дисквалификации. Затем он поддерживал форму играя за команду «Славхлеб» в чемпионате Донецкой области и любительском чемпионате Украины. Вторую половину сезона 2009/10 он провёл в кировоградской «Звезде». В команде в Первой лиге он сыграл в 16 матчах в которых забил 6 мячей.
В июле 2010 года заключил полуторагодичный контракт с «Крымтеплицей» из Молодёжного.